# Mabuya falconensis
Mabuya falconensis är en ödleart som beskrevs av  Mijares-urrutia och ARENDS 1997. Mabuya falconensis ingår i släktet Mabuya och familjen skinkar. Inga underarter finns listade i Catalogue of Life.